# Schlösser Augustusburg und Falkenlust
Die Schlösser Augustusburg und Falkenlust sind zwei ehemalige Residenzen der Fürstbischöfe von Köln in der nordrhein-westfälischen Stadt Brühl. Das größere Sommerschloss Augustusburg wurde 1725 bis 1768 im Auftrag von Clemens August von Bayern nach Entwürfen von Johann Conrad Schlaun, François de Cuvilliés d. Ä. und Balthasar Neumann erbaut. Das kleinere Jagdschloss Falkenlust wurde 1729 bis 1737 im Auftrag von Clemens August von Bayern nach Entwurf von François de Cuvilliés d. Ä. erbaut. Hervorzuheben sind das Treppenhaus im Schloss Augustusburg, das Spiegelkabinett im Schloss Falkenlust sowie der Schlosspark. Als die „ersten bedeutenden Schöpfungen des Rokokostils in Deutschland“ wurden beide Schlösser 1984 in die UNESCO-Welterbeliste eingeschrieben.

## Schloss Augustusburg
Bereits im 12. Jahrhundert besaßen die Erzbischöfe von Köln anstelle des Sommerschlosses Augustusburg ein Gut mit Wildpark. Im Jahre 1284 ließ der Kölner Erzbischof Siegfried eine Wasserburg als Bollwerk gegen die Stadt Köln erbauen, die 1298 fertiggestellt wurde. Unter Erzbischof Walram wurde die Burg verstärkt. Sie wurde Sitz des Amtmanns des kurkölnischen Amtes Brühl. Sie überdauerte bis 1689, als sie schließlich von den Franzosen im Pfälzischen Erbfolgekrieg gesprengt wurde. Der Kölner Erzbischof Clemens August I. von Bayern (1700–1761) aus der Dynastie der Wittelsbacher ließ an der Stelle der Ruinen das Schloss Augustusburg erbauen. Bereits kurz nachdem Clemens August 1723 die Nachfolge seines Onkels Joseph Clemens von Bayern als Erzbischof von Köln angetreten hatte, begannen 1725 die Arbeiten am Schloss nach den Plänen des westfälischen Architekten Johann Conrad Schlaun, wobei die Fundamente des Vorgängerbaus für das neue Schloss mitbenutzt wurden. Sowohl die grundsätzliche Idee, an dieser Stelle (auf den Ruinen der alten Landesburg) ein Schloss zu bauen, sowie auch die Einbeziehung des Vorgängerbaus in die Baumaßnahmen waren Konzepte, die Clemens August von seinem Vorgänger und Onkel Joseph Clemens übernommen hatte. Aus diesem Grunde sind die Fensterachsen der Seitenflügel nicht komplett symmetrisch aufgeteilt, da die Breite des Schlosses an dieser Stelle mit dem älteren Bau übereinstimmt. Dies ist insofern ungewöhnlich, als die Symmetrie während des Barock eines der wichtigsten Ausdrucksmittel war. Das Schloss Augustusburg bildet eine Dreiflügelanlage mit Mansardwalmdach, die einen Ehrenhof umschließt. Die nach Osten weisenden Stirnseiten des Nord- und Südflügels gehören zu den bedeutendsten Werken des deutschen Barock.
Ab 1728 erfolgte die weitere Ausstattung des Neubaus durch den Münchner Hofbaumeister François de Cuvilliés, der die Fassaden und die Paradezimmer im Stil der Régence und des Frührokoko gestaltete. Es entstand zu dieser Zeit auch die Westseite mit den Galerietrakten. Balthasar Neumann schuf 1740 bis 1746 das Treppenhaus, das als eine der Hauptwerke des deutschen Barock bzw. Rokoko gilt. Die Treppenläufe und Podeste liegen innerhalb eines hohen weiten Saales, eine Idee Enrico Zuccallis für das Neue Schloss Schleißheim, das für Clemens Augusts Vater, Kurfürst Max Emanuel, erbaut worden war. Johann Heinrich Roth führte die abschließenden Innenarbeiten durch. Der Gardesaal im ersten Obergeschoss ist mit gelbem und grünem Stuckmarmor ausgeschmückt und durch Pilaster gegliedert. Das Deckenfresko ist von Carlo Carlone. Die gesamte Gestaltung des Raumes dient dem Ruhm des Hauses Wittelsbach. Von Carlo Carlone stammt auch das Deckenfresko im Treppenhaus. An der Hauptschauwand im Treppenhaus wird der Fürstbischof Clemens August mit einer goldenen Büste verherrlicht und in all seinen Ämtern und Würden dargestellt. Die Stuckarbeiten stammen von Giuseppe Artari aus Arogno, Carlo Pietro Morsegno aus Lugano und Giuseppe Antonio Brilli aus Cureglia. Das im Zweiten Weltkrieg beschädigte Treppenhaus wurde unter Mithilfe polnischer Restauratoren wiederhergestellt. Im Erdgeschoss des Südflügels befinden sich die Gemächer des einstigen Fürstbischofs, die sich zur Gartenanlage öffnen. In der 1493 geweihten Schlosskirche St. Maria von den Engeln, die früher zu einem Franziskanerkloster gehörte, befindet sich ein beeindruckender Hochaltar von Balthasar Neumann. 1735 wurde sie zur Hofkirche umgestaltet und nachfolgend durch ein angebautes Oratorium mit dem Orangerieflügel an das Schloss angebunden. Das Schloss Augustusburg wurde als Residenz- und Sommerschloss konzipiert und als solches zumeist vier bis sechs Wochen im Jahr vom Kurfürsten bewohnt. Die Hauptresidenz war damals das Kurfürstliche Schloss in Bonn.
Gegen Ende des Zweiten Weltkrieges wurde das Schloss schwer beschädigt: am 10. Oktober 1944 traf eine Sprengbombe den Nordflügel und zerstörte diesen zu einem Drittel, wobei das Cabinet de la musique und das indianische Lackkabinett verloren gingen und am 4. März 1945 wurde am Hauptflügel durch Artilleriebeschuss (zwei Granattreffer) die Westwand des Gardensaales im ersten Obergeschoss aufgerissen, wobei auch am Speise- oder Musiksaal und am Sommerspeisesaal Schäden an Stuck und Decken entstanden. Schon 1946 wurde mit den Restaurierungsarbeiten begonnen. Auch Falkenlust benötigte nach dem Krieg umfangreiche Restaurierungsarbeiten. Von 1949 bis 1996 gab der Bundespräsident auf Schloss Augustusburg in den Monaten März bis November – in den Wintermonaten diente die Redoute in Bad Godesberg diesem Zweck – Empfänge für Staatsgäste. Hierüber fand vom 12. März 2008 bis zum 10. August 2008 im Schloss eine Ausstellung „Eine Republik rollt den Teppich aus – Staatsempfänge auf Schloss Augustusburg 1949-1996“ statt. Von 1954 bis 2014 war im Schloss außerdem das Personenstandsarchiv des Rheinlands untergebracht (heute Teil der Abteilung Rheinland des Landesarchivs NRW in Duisburg).
Seit der Saison 2001 bietet die Verwaltung der Brühler Schlösser als Ergänzung zu den üblichen Besichtigungen besondere Themenführungen an. Schloss Augustusburg, die Schlosskirche und die Parkanlage sind außerdem Spielstätten der Brühler Schlosskonzerte. Im Rahmen der Gedenkmünzenserie mit Motiven von Stätten des UNESCO-Welterbes in Deutschland zeigt die Goldmünze 2018 mit einem Nominal von 100 € die Schlösser Augustusburg und Falkenlust.
Schloss Augustusburg gehört ebenso wie Schloss Falkenlust als Sonderliegenschaft zum Eigentum des  Bau- und Liegenschaftsbetriebs NRW (BLB NRW)", einem teilrechtsfähigen Sondervermögen des Landes Nordrhein-Westfalen.

## Schloss Falkenlust

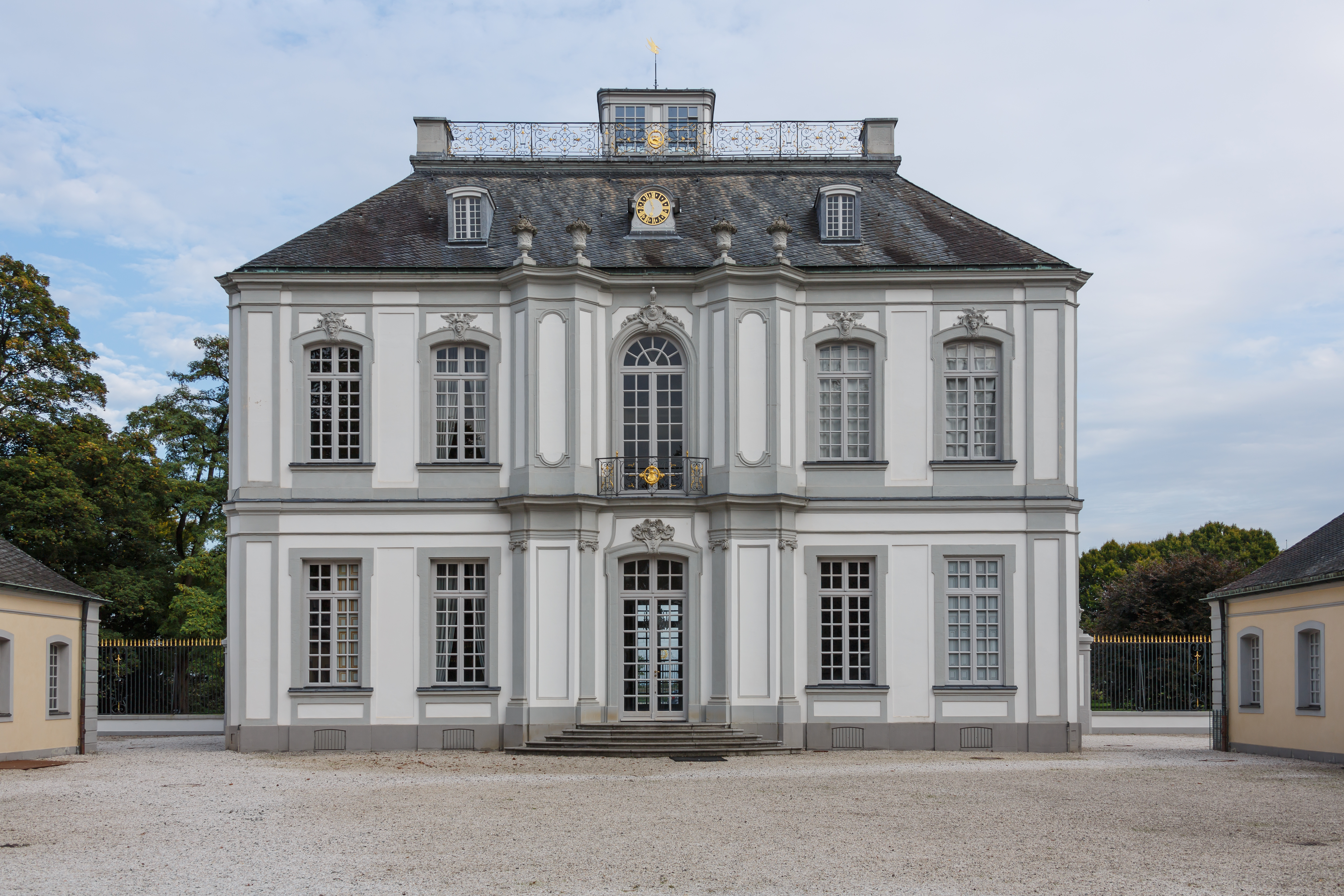
Schloss Falkenlust, Ostfassade

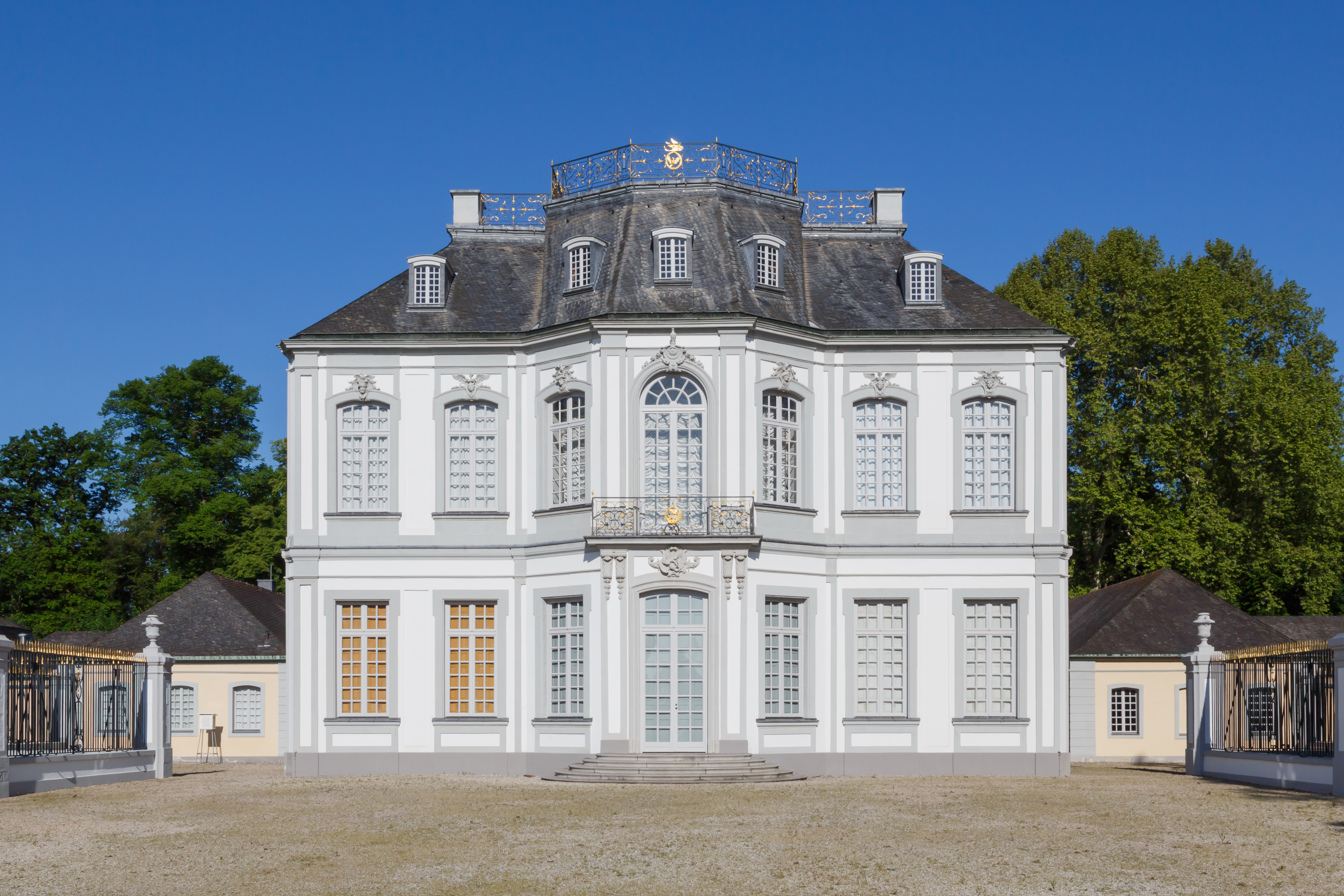
Schloss Falkenlust, Westfassade

Das Jagdschloss Falkenlust wurde 1729 bis 1737 von de Cuvilliés nach dem Vorbild der Amalienburg für die äußerst beliebte Falkenjagd erbaut. Das eigentliche Schlösschen wird von zwei flachen Nebengebäuden flankiert, von denen aus ein schmiedeeisernes Gitter im Bogen nach vorne läuft und die Anlage von der offenen Landschaft abgrenzt. Die Feldseite des Schlösschens, entgegen der Allee zur Augustusburg führend, zeigt auf ursprünglich unbestelltes Jagdgebiet. Dieser Blick ist heute allerdings durch Baumaßnahmen und Ackerwirtschaft verstellt. Der Grundriss des Jagdschlosses lehnt sich an die Amalienburg in München an. Das Jagdschloss besitzt ebenso wie sein Vorbild auf dem Dach des Hauptgebäudes eine Aussichtsplattform, um von dort die Falkenjagd beobachten zu können. In den beiden Geschossen liegt in der Mittelachse ein Vorraum, der zu einem Salon führt. Dahinter befinden sich je ein Schlafzimmer, ein Kabinett und eine Garderobe für den Kurfürsten und einen Gast. Durch ein System von Alleen sind die Schlösser Augustusburg und Falkenlust miteinander verbunden.
Im Südteil des Schlosses befindet sich das Treppenhaus, das mit niederländischen Fliesen ausgeschmückt wurde. Die Deckenmalerei stammt von Laurenz de La Roque und zeigt Szenen der Falkenjagd. Das Jagdschloss Falkenlust wurde von de Cuvilliés im Stil einer maison de plaisance eingerichtet und seinen Räumen im Gegensatz zu Schloss Augustusburg mit seinem repräsentativen Anspruch der Charakter des Privaten, Wohnlichen und Intimen verliehen. So findet man in einem Kabinett kostbare chinesische Lackplatten und Setzschirme, in einem anderen wurde ein Spiegelkabinett eingerichtet. Im Speisezimmer thront über dem Kamin das lebensgroße Porträt von Kurfürst Karl Albrecht von Bayern, dem Bruder von Clemens August und späteren Kaiser Karl VII. Zwischen etwa 1733 und 1740 wurde eine mit reicher Muscheldekoration versehene Kapelle im Park des Jagdschlosses errichtet und Gott und der heiligen Maria Aegyptiaca geweiht. Zur Grundsteinlegung ist nichts bekannt, der Rohbau war allerdings spätestens 1733 fertiggestellt. Die Weihe des kleinen Oktogons, das durch Peter Laporterie gebaut und im Stil einer Grotte ausgeschmückt wurde, erfolgte 1740. 1760 gab Casanova ein Galadiner für die Kölner Bürgermeisterin vom Pütz und weitere Damen der Kölner Gesellschaft im Rahmen der Brühler Schlossanlagen.
Das Schloss gehörte von 1832 bis 1960 der Brühler Unternehmerfamilie Giesler. Danach ging es in den Besitz des Landes Nordrhein-Westfalen über. Ebenso wie Schloss Augustusburg wurde auch Schloss Falkenlust, wenn auch deutlich seltener, für Staatsempfänge des Bundespräsidenten genutzt. So fand hier am 8. Juli 1980 ein von Karl Carstens ausgerichtetes Abendessen im Rahmen des Staatsbesuchs des französischen Staatspräsidenten Valéry Giscard d’Estaing statt. Während einer Renovierung der Villa Hammerschmidt im Herbst 1984 diente das Schloss als provisorischer Sitz des Bundespräsidenten, sodass Richard von Weizsäcker hier am 15. Oktober 1984 den rumänischen Staatschef Nicolae Ceaușescu mit militärischen Ehren empfing. Weitere Gäste auf Schloss Falkenlust waren am 31. Oktober 1984 der zu einem Mittagessen mit von Weizsäcker geladene ägyptische Staatspräsident Husni Mubarak und am 2. Mai 1985 zu einem Abendessen die am seinerzeitigen Weltwirtschaftsgipfel in Bonn teilnehmenden Staats- und Regierungschefs der G7-Länder.

## Schlosspark

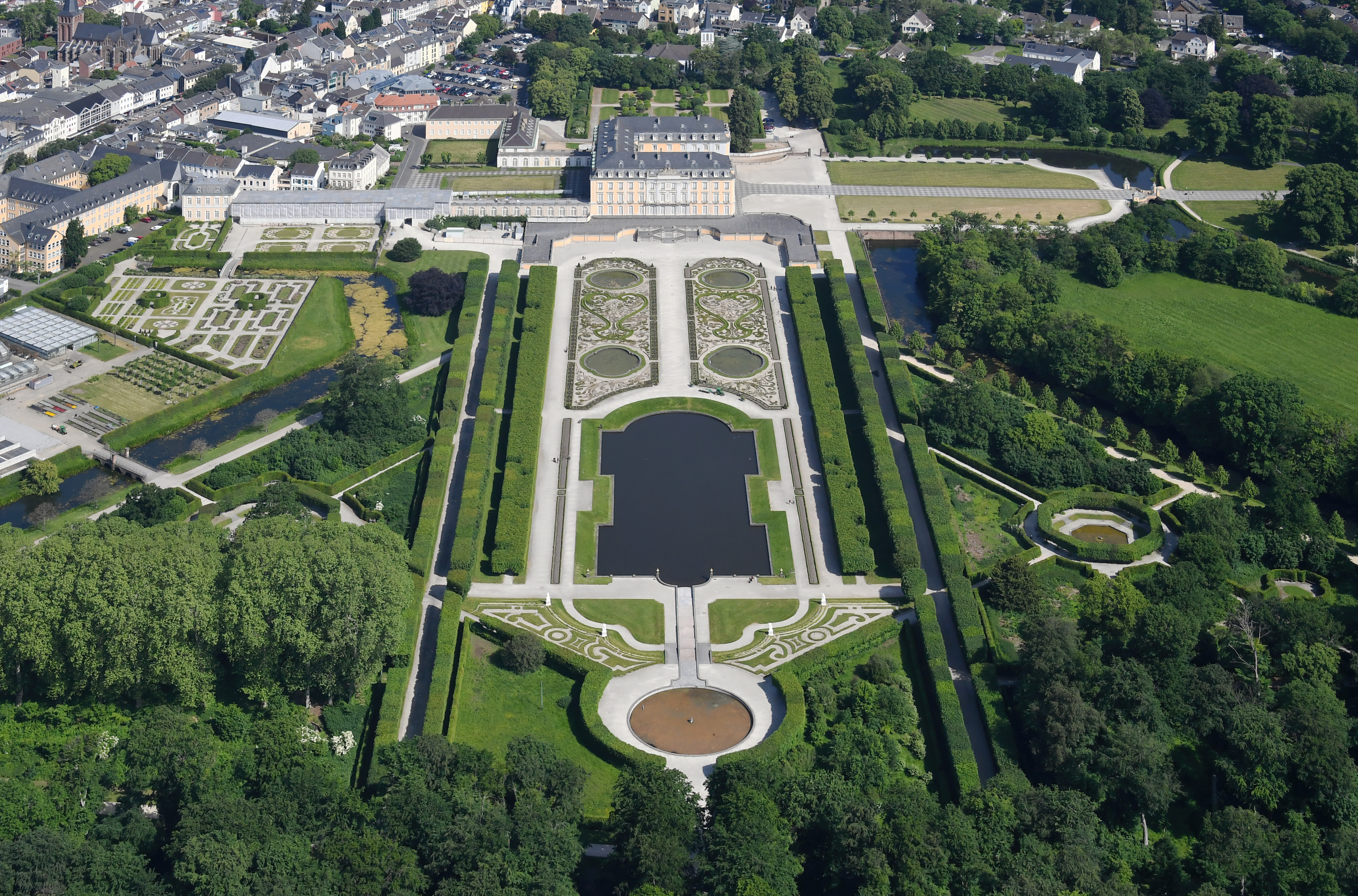
Luftbild des Schlossparks

Zum Schloss gehört ein typischer, von Bosketten umringter Schlosspark. Anders als sonst in vielen zeitgenössischen Schlössern wurden die prunkhaften Gartenanlagen nicht axial der Hauptfassade – die im Fall von Schloss Augustusburg zur Stadt zeigt –, sondern dem südlichen Seitenflügel vorgelagert. Die Entwürfe für die Gartenparterres stammen von Dominique Girard, einem Schüler André Le Nôtres. Südlich des Schlosses wurde ein zweiteiliges Broderieparterre angelegt und mit je zwei großen Wasserbecken mit Fontänen verziert. Ein weiteres Bassin schließt das Parterre mittig ab. Eine Sichtachse führt hier vom Schloss in den Waldbereich. Der Barockgarten wurde im 19. Jahrhundert von Peter Joseph Lenné zu einem englischen Landschaftsgarten umgestaltet. Rekonstruktionsversuche der Anlage sind aufgrund schlechter Quellenverhältnisse schwierig. Dennoch wurde das Hauptparterre vor der Südfassade des Schlosses in den Jahren 1933–1935 unter der Leitung von Georg Potente nach einem Plan von 1728 rekonstruiert. Weitere Restaurierungs- und Rekonstruktionsarbeiten sowie teilweise Neuanlagen erfolgten nach dem Zweiten Weltkrieg, insbesondere ab 1983. Die gesamte Parkanlage enthält neben dem Hauptparterre mehrere abgeschlossene Bereiche. So findet sich unterhalb des Orangerieflügels der so genannte „Geheime Garten“ (Jardin Secret). Die zentrale Sichtachse des Barockgartens ist exakt auf den ca. 14 km südlich gelegenen sogenannten Eisernen Mann im Kottenforst bei Heimerzheim ausgerichtet. Diese Anordnung steht vermutlich in Zusammenhang zu dem etwa zur gleichen Zeit errichteten Wegesystem rund um Schloss Herzogsfreude in Röttgen zum Zwecke der Parforcejagd.
Im Waldgebiet des Schlossparkes, im ehemaligen Tiergarten, befand sich das 1747 errichtete „Chinesische Haus“ (auch „Indianisches Haus“ genannt), ein exotischer, insgesamt 60 Meter breiter zweigeschossiger Pavillon mit zwei durch Galerietrakte angebundenen Außenpavillons. Dieses der damaligen Chinamode folgende Lustschloss musste 1822 abgetragen werden, da es baufällig war. Teile des Kanalsystems, das den Pavillon umgab, sind bis heute erhalten. Das auf einer ebenfalls bis heute erhaltenen runden Insel im Großen Inselweiher vermutlich in den 1750er Jahren als Belvedere errichtete „Schneckenhaus“ wurde bereits um 1776 bis auf das Kellergeschoss abgebrochen. Ein noch bestehendes Nebengebäude im Schlosspark ist das Alte Gartenmeisterhaus. Der heute naturbelassene äußere Teil des Schlossparks von Augustusburg von rund 50 Hektar mit 300-jährigem Baumbestand und einer üppigen Tier- und Pflanzenwelt wurde unter Naturschutz gestellt. Im vorderen Teil des Schlossparks befindet sich eine rund 110 Meter lange Platanenallee die vor dem Jahr 1870 angelegt wurde. 2005 fanden Baumuntersuchungen im Rahmen der Verkehrssicherungspflicht statt. Dabei wurden Schädigungen durch holzzersetzende Pilze festgestellt. Um die dort beheimatete Vogelwelt (viele Baumhöhlenbrüter) zu schützen, entschlossen sich die verantwortlichen Stellen für eine Schließung der Allee für Fußgänger. Der alte Baumbestand kann jetzt durch ein Gitter angesehen werden. Der Schlosspark von Augustusburg und Falkenlust gilt wegen seiner sorgfältigen Rekonstruktion als eins der authentischsten Beispiele barocker französischer Gartenkunst des 18. Jahrhunderts in Europa und als Denkmal der Gartenkunst von internationalem Rang. Die Anlagen um die Schlösser wurden wegen ihrer hervorragenden Qualität und historischen Bedeutung als Teil der Straße der Gartenkunst zwischen Rhein und Maas klassifiziert. Die Deutsche Post bringt seit 2017 die Serie Burgen und Schlösser – Schloss Falkenlust zu Brühl als 0,70-€-Briefmarke heraus.

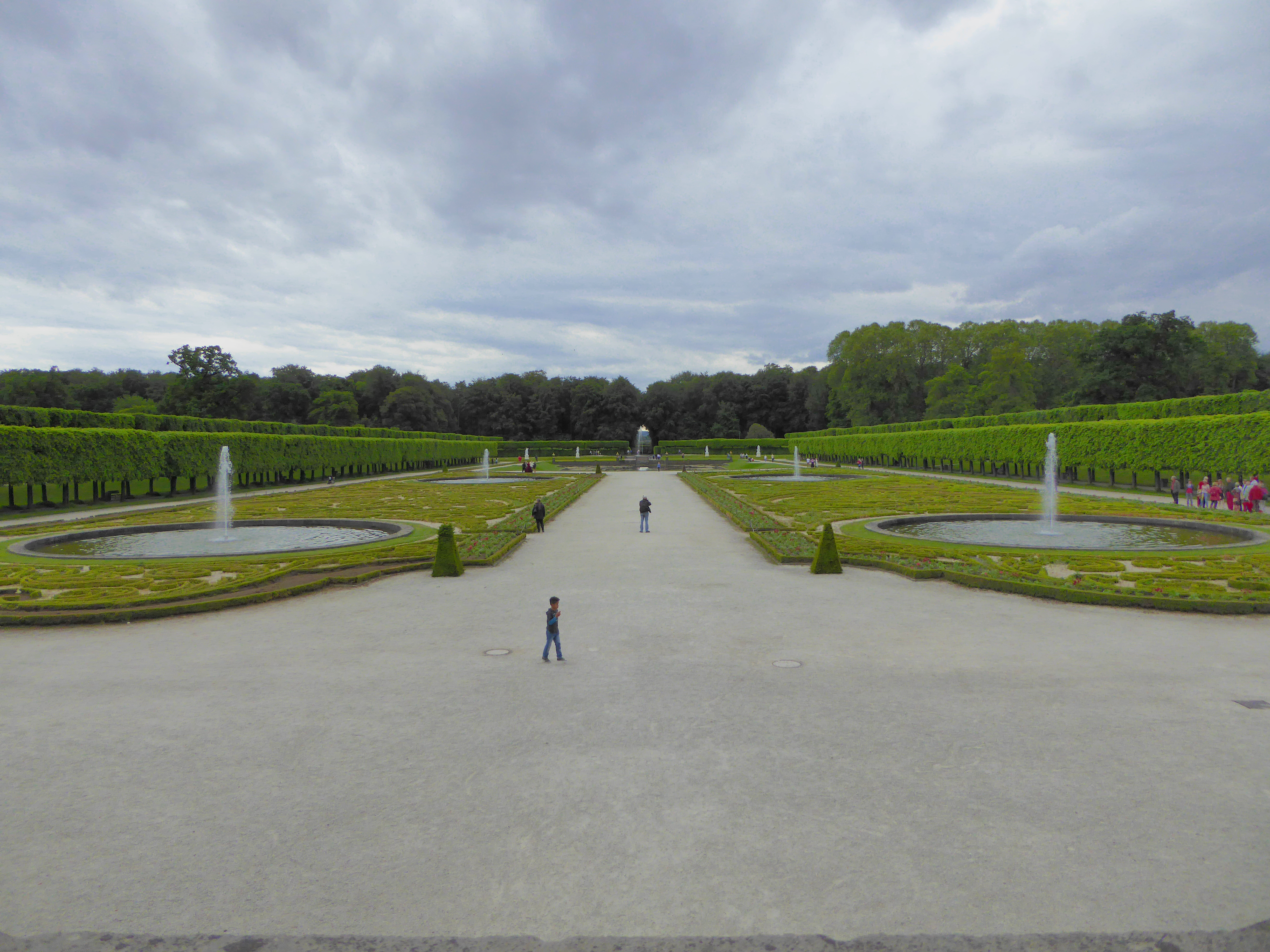
Parterre
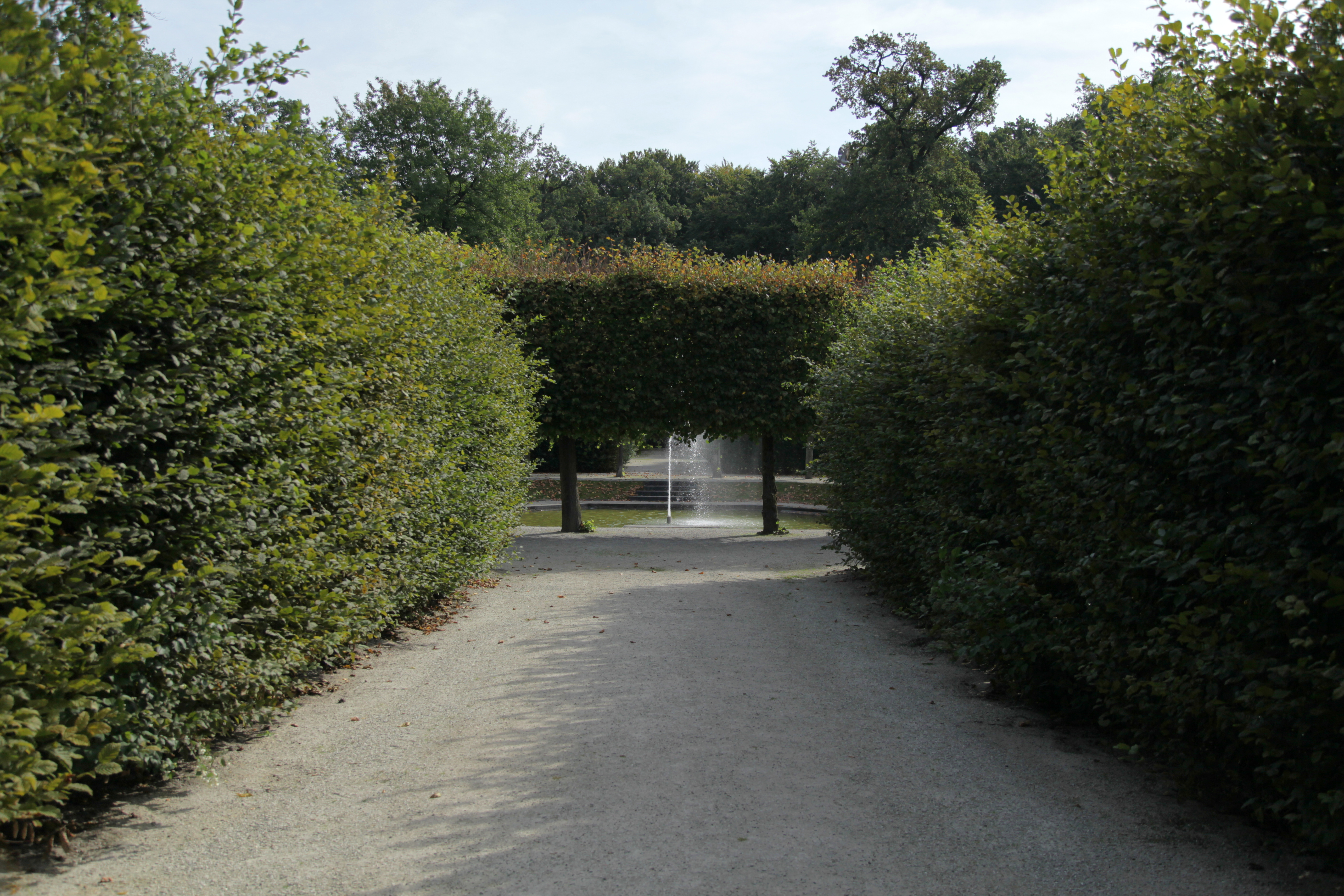
Boskett
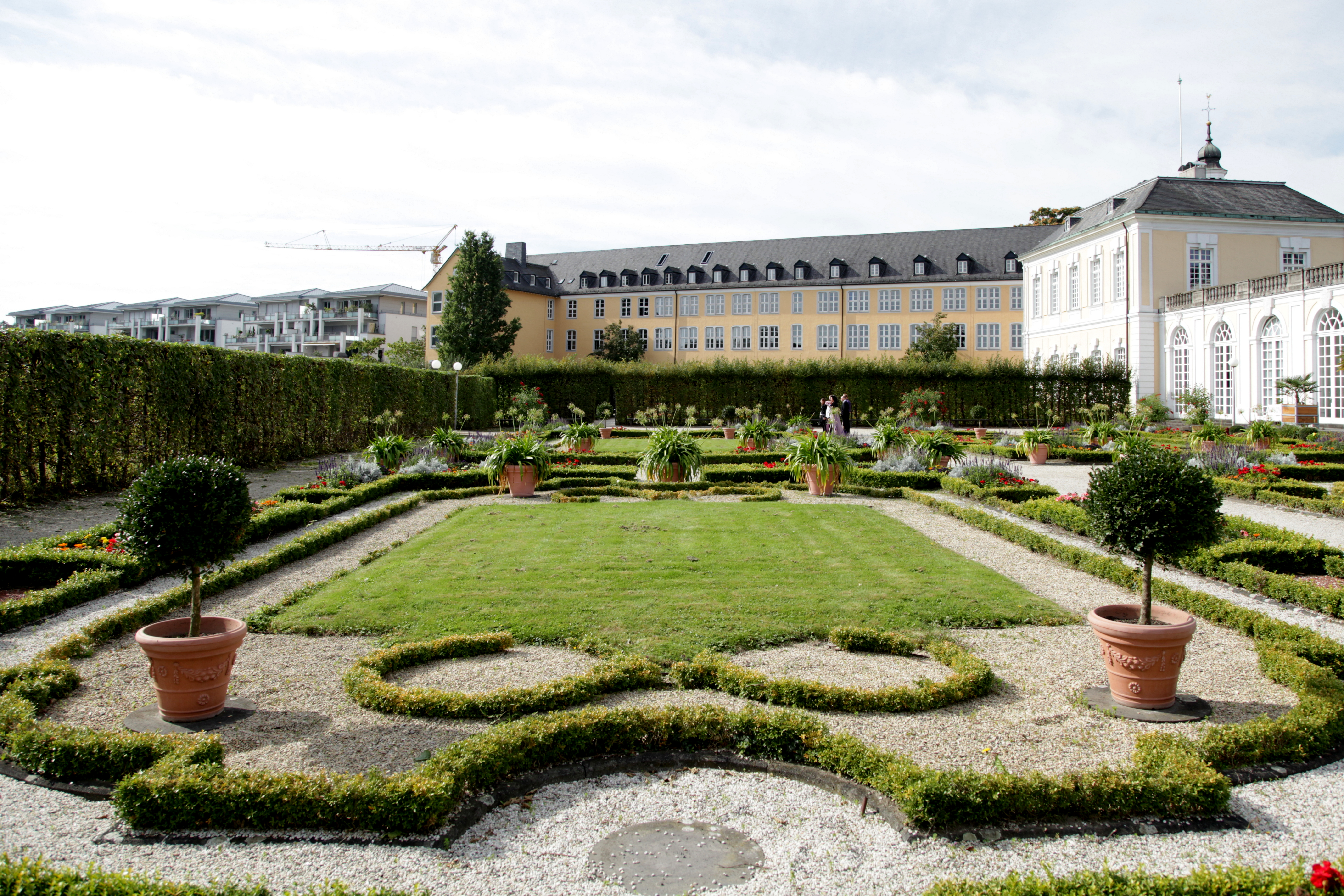
Jardin Secret
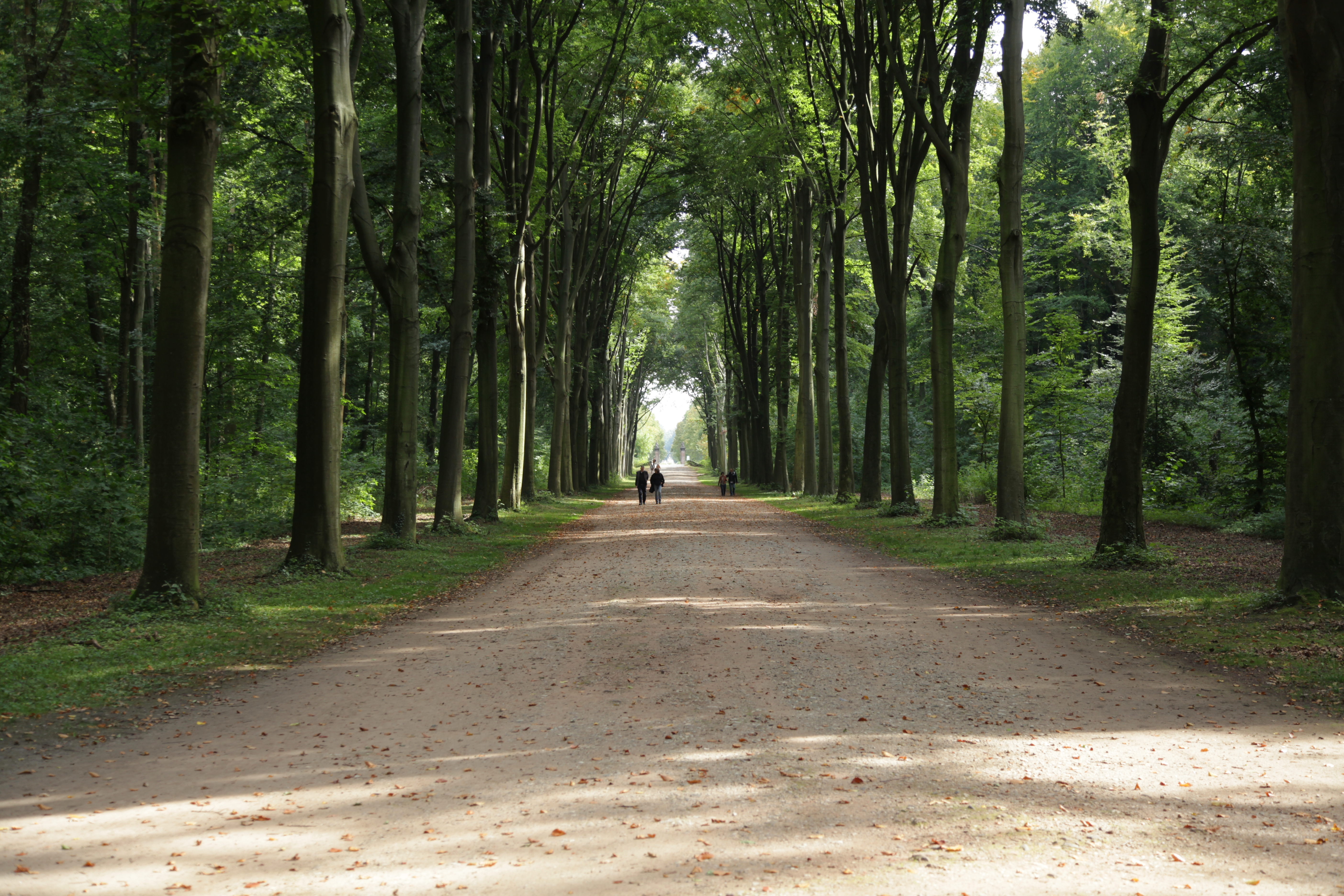
Falkenluster Allee
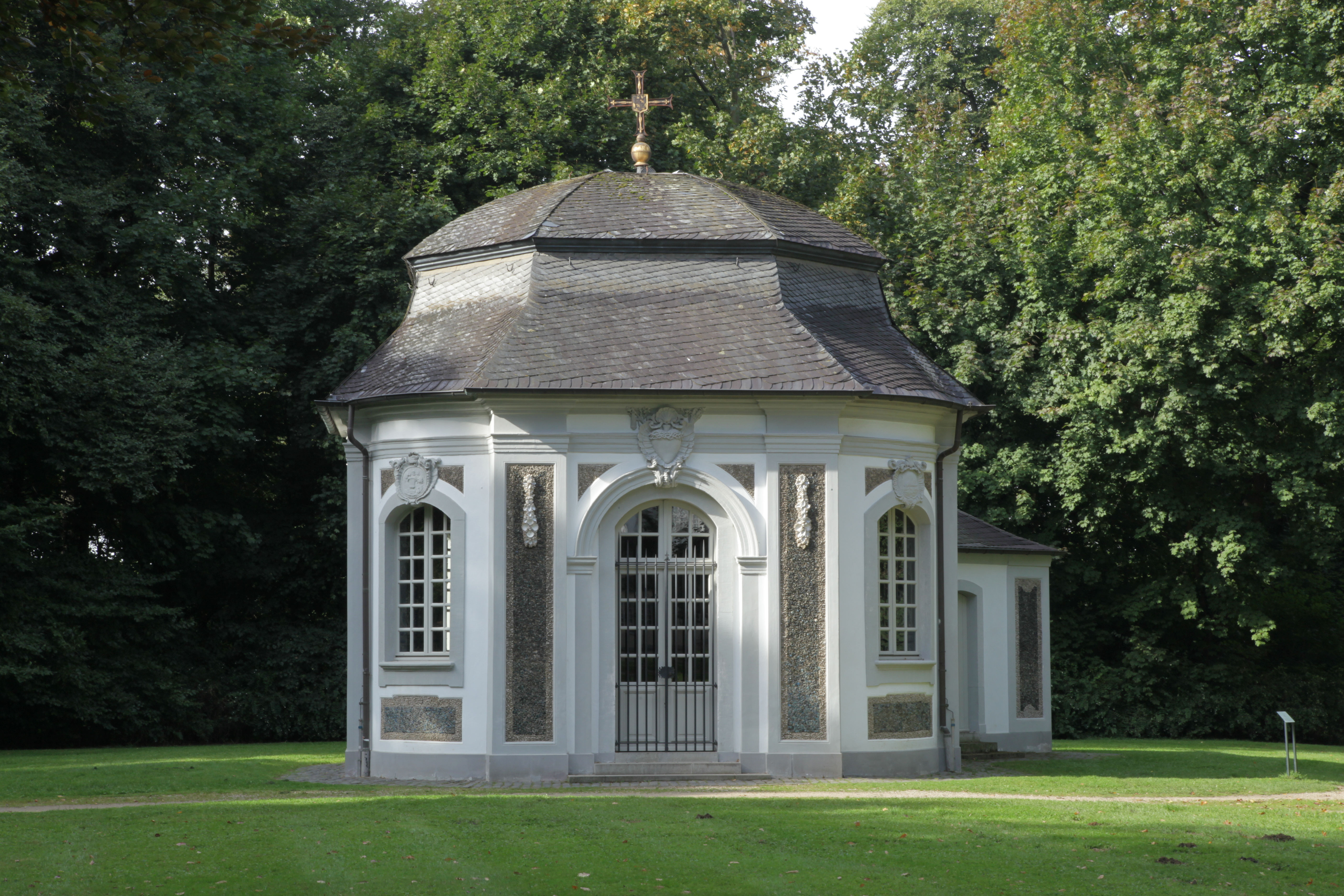
Kapelle